# Prince Fielder
Prince Semien Fielder, ameriški bejzbolist, * 9. maj 1984, Ontario, Kalifornija, ZDA.
Fielder je poklicni igralec prve baze in trenutno član ekipe Texas Rangers v ligi MLB. Svojo poklicno pot je pričel z ekipo  Milwaukee Brewers, ki ga je leta 2002 izbrala v 1. krogu nabora lige MLB leta 2002. Fielder je takrat pravkar končal šolanje na srednji šoli Eau Gallie High School v mestu Melbourne, Florida.
Igral je na šestih Tekmah vseh zvezd in trenutno drži rekord ekipe Milwaukee Brewers v domačih tekih v eni sezoni. Je najmlajši igralec v zgodovini lige, ki mu je uspelo v eni sezoni odbiti 50 domačih tekov. Postal je prvi član kluba iz Milwaukeeja, ki je zmagal na Tekmovanju odbijalcev domačih tekov. To mu je uspelo leta 2009, ko je v zadnjem krogu tekmovanja premagal Nelsona Cruza. Tovrsten podvig mu je uspel tudi leta 2012, več kot enkrat pa je to uspelo le še Kenu Griffeyu mlajšemu. 
Prince je sin upokojenega igralca prve baze Cecila Fielderja. Z očetom sta edini par oče-sin, ki sta v eni sezoni v ligi MLB odbila petdeset domačih tekov. 

## Zasebno življenje
Fielder se je kot član moštva Nashville Sounds s svojo ženo Chanel poročil med premorom za Festival vseh zvezd stopnje Triple-A. Par ima dva otroka. 
Na levi strani svojega vratu ima vtetovirano "왕자", kar v korejščini pomeni "Princ".
Pred sezono 2008 je Fielder postal vegetarijanec. Za to se je odločil zatem, ko je prebral knjigo o hujšanju Skinny Bitch, avtorjev Roryja Freedmana in Kima Barnouina, ki mu jo je predlagala njegova žena.  Njegovo vegetarijansko obdobje se je precej hitro končalo - januarja 2012 je na tiskovni konferenci ob podpisu pogodbe s klubom Detroit Tigers dejal: »Nisem vegetarijanec. Bil sem, a le približno tri mesece.« 